# 중국의 도자기

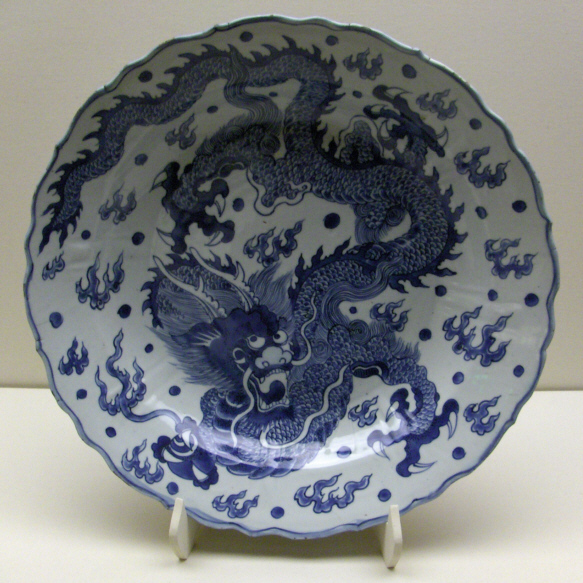
용이 그려진 명대의 염부 도기.

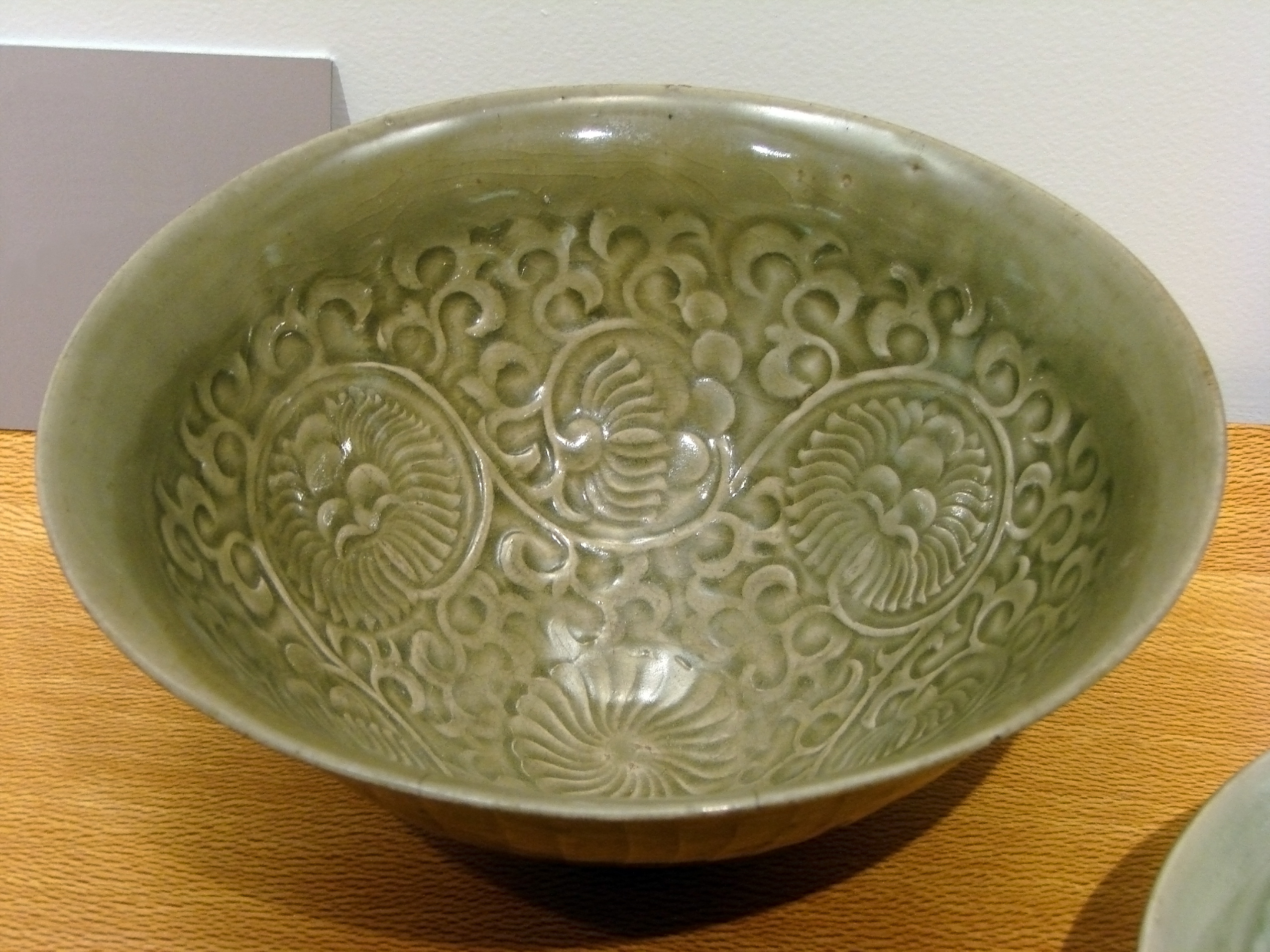
요주요 청자 그릇. 송나라 시대의 것이다.

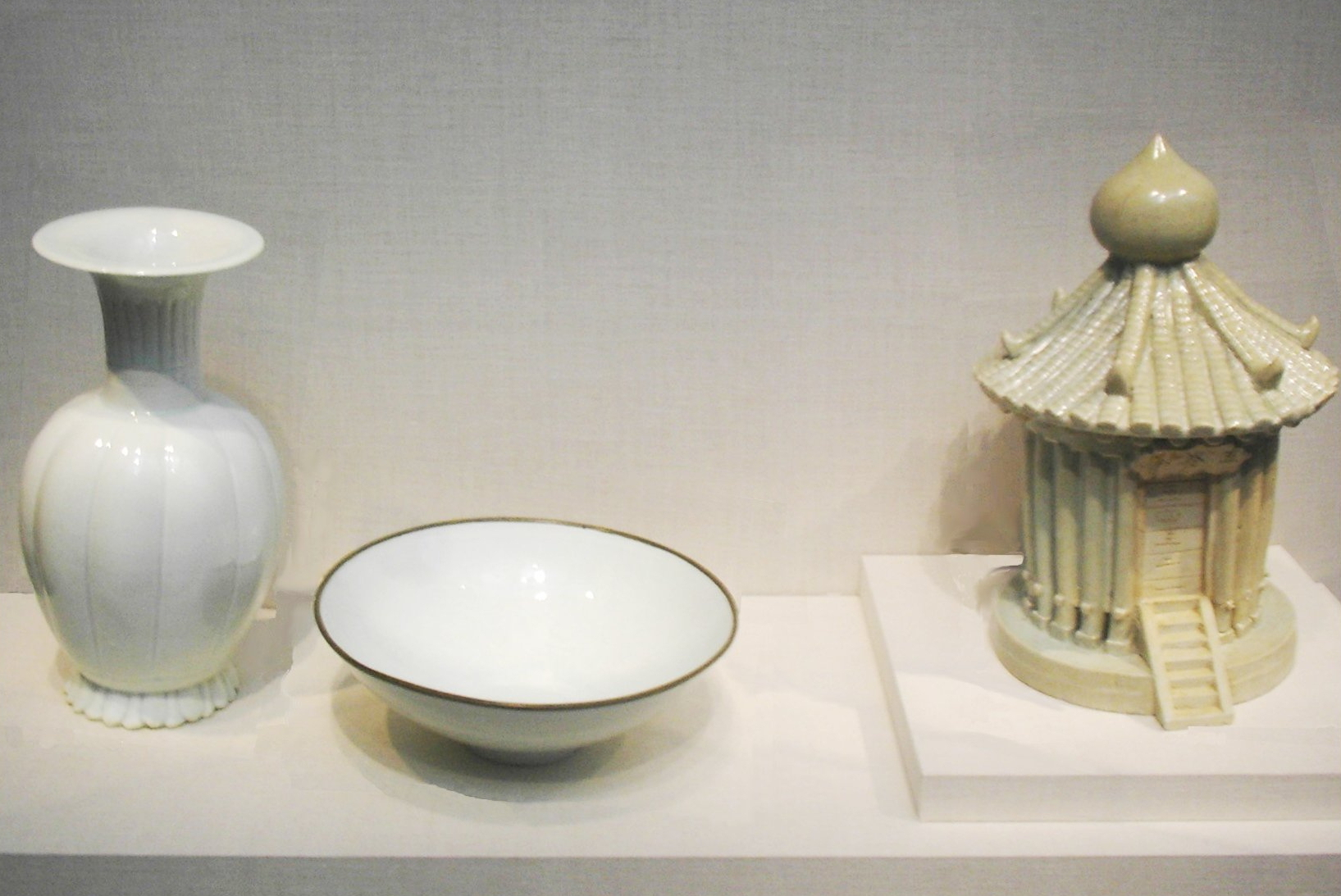
청백 도자기. 오른쪽에 있는 미곡창 모양 도자기는 투명한 푸른 빛을 띈다. 송나라 시대의 작품.

중국의 도자기는 신석기 시대부터 발생하여 중국 미술의 한 갈래이자 전세계적으로는 도자기 공예의 큰 부분을 차지하는 공예품이다. 중국의 발명품들 중 하나로, 현재까지 서구권에서는 도자기를 가리키는 용어로 china가 사용되고 있다.

## 용어와 분류
도자기는 도기(陶)와 자기(瓷)를 모두 일컫는 말로, 전통적으로 도기는 저온의 불에서, 자기는 고온의 불에서 구워낸 도자기를 의미한다.
중국에서 만들어진 가장 이른시기의 그릇은 토기이다. 토기는 일상생활에서 뭔가를 담는 용도로 주로 사용되었지만, 특별한 개인의 예술적 창작성을 띄는 공예품으로 보기는 어렵다. 이후 고온에서 구워내 방수능력을 갖춘 석기가 사용됨에 따라 점차 공예품의 입지를 다지기 시작한다. 송나라 시대에 만들어진 건요와 길주요가 대표적이다. 그러나 이 토기와 석기는 도자기로 분류하지는 않는다.